# Dum Spiro Spero
 Dum Spiro Spero  è l'ottavo album del gruppo giapponese Dir En Grey.
L'album è stato pubblicato il 3 agosto 2011. Il titolo dell'album cita la frase latina "Dum spiro, spero", "Finché respiro, spero" ed è stato pubblicato in differenti versioni: una normal edition, una deluxe edition digipak con due bonus track ("Rasetsukoku" e "Amon (Symphonic Ver.)"), e una limited edition che raccoglie la deluxe digipak, un DVD e due LPs.
La bonus track "Rasetsukoku" è una versione registrata nuovamente della versione originale della canzone contenuta nel loro album Macabre del 2000, e tutti e tra i singoli contenuti in questo album (Hageshisa to, Kono Mune no Naka de Karamitsuita Shakunetsu no Yami, Lotus e Different Sense) sono state rimasterizzati.

## Tracce
Dopo il titolo è indicata fra parentesi "()" la grafia originale del titolo.
1. Kyoukotsu no Nari (狂骨の鳴り?) - 1:58
2. The Blossoming Beelzebub (The Blossoming Beelzebub?) – 7:35
3. Different Sense (Different Sense?) – 5:03
4. Amon (Amon?) - 4:03
5. "Yokusou ni Dreambox" Aruiwa Seijuku no Rinen to Tsumetai Ame (「欲巣にDREAMBOX」あるいは成熟の理念と冷たい雨?) – 4:49
6. Juuyoku (獣慾?) - 3:28
7. Shitataru Mourou ((滴る朦朧?) - 4:02
8. Lotus (Lotus?) - 4:03
9. Diablos (Diablos?) - 9:51
10. Akatsuki (暁?) - 3:33
11. Decayed Crow (Decayed Crow?) - 3:48
12. Hageshisa to, Kono Mune no Naka de Karamitsuita Shakunetsu no Yami (激しさと、この胸の中で絡み付いた灼熱の闇?) - 4:03
13. Vanitas (Vanitas?) - 5:27
14. Ruten no Tou (流転の塔?) - 4:27

### Tracce nel secondo CD dellalimited edition
1. Rasetsukoku (Bonus Track) ((羅刹国 (Bonus Track)?) - 4:37
2. AMON (Symphonic Ver. Bonus Track) (AMON (Symphonic Ver. Bonus Track)?) - 4:58
3. Ruten No Tou (Unplugged Ver.) (流転の塔 (Unplugged Ver.)?) - 4:56
4. DIABOLOS (Demo2010, Short Ver.) (DIABOLOS (Demo2010, Short Ver.)?) - 5:01
5. Akatsuki(Demo2010) (暁 (Demo2010)?) - 3:29
6. THE BLOSSOMING BEELZEBUB (Remix) (THE BLOSSOMING BEELZEBUB (Remix)?) - 6:24
7. Yokusou ni Dreambox" Aruiwa Seijuku no Rinen to Tsumetai Ame (Remix) (「欲巣にDREAMBOX」あるいは成熟した理念と冷たい雨 (Remix)?) - 5:19
8. Ruten no Tou (滴る朦朧 (Remix)?) - 3:47
9. Akatsuki (暁 (Remix)?) - 4:23
10. DECAYED CROW (Remix) (DECAYED CROW (Remix)?) - 3:40

## Formazione
- Kyo (京?, Kyo): voce
- Kaoru (薫?, Kaoru): chitarra
- Die (Die?): chitarra
- Toshiya (Toshiya?): basso
- Shinya (Shinya?): batteria